# Acacia cuthbertsonii

Acacia cuthbertsonii es un arbusto o árbol perenne nativo de partes áridas del interior y noroeste de Australia.

## Descripción
El arbusto o árbol generalmente crece hasta una altura de 1 a 5 metros (1,1 a 5,5 yd) y tiene un hábito frondoso y nudoso, y presenta una corteza fisurada y escamosa. Al igual que la mayoría de las especies de Acacia, tiene filodios en lugar de hojas verdaderas. Los filodios perennes plateados tienen forma elíptica a lineal y pueden ser rectos a ligeramente curvados. Los filodios pungentes y subrígidos tienen una longitud de 3 a 11 centímetros (1,2 a 4,3 plg) y un ancho de 1 a 20 milímetros (0 a 0,8 plg). Cuando florece entre enero o abril hasta diciembre produce inflorescencias simples que se encuentran en pares en las axilas. Los picos florales tienen una longitud de 10 a 34 milímetros (0,4 a 1,3 plg) y un diámetro de 3 a 4 milímetros (0,1 a 0,2 plg) con flores doradas. Las vaina de semillas leñosas y glabras que se forman después de la floración tienen una forma estrechamente oblonga a lineal con una longitud de alrededor de 14 centímetros (5,5 plg) y un ancho de 11 a 22 milímetros (0,4 a 0,9 plg) que se secan y se vuelven amarillentas y arrugadas. Las semillas pardas opacas dentro tienen una forma ampliamente elíptica a subcircular y tienen una longitud de 7,5 a 9 milímetros (0,3 a 0,4 plg).

## Distribución
La especie se encuentra en áreas más secas de Australia Occidental y el Territorio del Norte. Se encuentra en una variedad de situaciones, incluidas elevaciones pedregosas, llanuras de gibber, y a lo largo de arroyos y líneas de drenaje donde crece en suelos pedregosos arenosos o limosos.

## Usos
La planta se utiliza como un analgésico, en particular para dolor de cabezas y dolor de muelas, por los aborígenes australianos del Territorio del Norte. La madera del árbol se utiliza para hacer férulas para tratar fractura óseas. Ciertas partes del árbol se utilizan para hacer vendajes.

## Subespecies
- Acacia cuthbertsonii subsp. cuthbertsonii
- Acacia cuthbertsonii subsp. linearis